# Agelasta bifasciana
Agelasta bifasciana là một loài bọ cánh cứng trong họ Cerambycidae.